# Хуачжунский университет науки и технологий
Хуачжунский университет науки и технологий (англ. Huazhong University of Science and Technology (HUST); 华中科技大学) — китайский университет науки и технологий в городе Ухань, находится в непосредственном подчинении Министерства образования Китая. Расположен недалеко от центра города и берега реки Янцзы. Входит в топ-10 вузов Китая, 1-е место в Китае по инженерным наукам (2023, US News). Университет придерживается концепции открытого образования и активно осуществляет всесторонние и многоуровневые международные обмены и сотрудничество.

## История
Основан в 1953 году как Технологический институт Хуачжуна, которы стал крупнейшим политехническим институтом провинции Хубэй.
В 1958 году институт расширил количество фыкультетов, введя программы по фундаментальным и прикладным наукам, включая математику, физику и химию.
В 1961 году появился набор аспирантов и иностранных студентов.
В 1966—1970 годах во время «Культурной революции» в Китае, вуз был в значительной степени заброшен.
С 1978 года была восстановлена важность университетов как центров как исследований и обучения.

Карта университетсого кампуса HUST

В 1998 году Университет был включён в Проект 211 и Проект 985 по развитию университетов мирового класса. Для этого прошло объединение Технологического института с Медицинским университетом Тунцзи и Университетом городского строительства Уханя, так был образован современный Университет.
В университете начала работать государственная лаборатория по оптоэлектронике, которая превратилась в Долину оптики — зона развития высоких технологий.
В 2019 году был создан Факультет искусственного интеллекта и автоматизации.
C 2024 года в университете работает международная летняя школа, на английском языке, по информатике, робототехнике, искусственному интеллекту, китайскому языку и культуре (HUST Global Summer School).
В июне 2025 года университет объявил о получении анонимного пожертвования в размере 180 миллионов юаней (около 25 млн USD).

## Описание

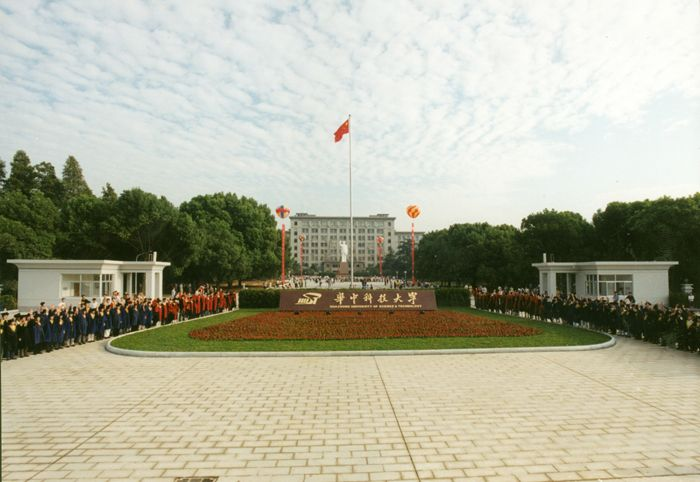
Главный вход в HUST

Территория университета занимает около 28 квадратных километров (72 % покрыто растениями — известен как «университет в стиле леса»).
Основные направления обучения по 119 специальностям бакалавриата: Инженерия, технологии и медицина, Компьютерные науки и искусственный интеллект, Энергетика и машиностроение.
В университете есть отделения и институты, такие как:
- механических наук и инженерии
- компьютерных наук и технологий
- естественных наук и технологий
- электротехники и электронной инженерии
- материаловедения и инженерии
- искусственного интеллекта и автоматизации
- оптики и электронной информации
- наук об окружающей среде и инженерии
- электронной информации и коммуникаций
- архитектуры и городского планирования
- химии и химической инженерии
- базовой медицины, клинические школы, фармацевтики
- общественного здравоохранения и сестринского дела.

В университете работают более 3700 штатных преподавателей, в том числе более 1500 профессоров и более 1400 доцентов; Среди профессоров 20 академиков Китайской академии наук, 302 главных научных сотрудника «Программы 973», «Основной научно-исследовательской программы» и «Национальной ключевой программы исследований и разработок», 13 национальных мастеров, 43 избранных кандидата Национальной программы «Сто тысяч талантов», 11 ведущих исследовательских групп основного фонда науки и 19 руководящих групп Министерства образования.
В 2024 году по рейтингу Academic Ranking of World Universities университет занял 79 место в Мире, 15 в Азии и 8 в Китае.
Здания общежития могут разместить до 50 тысяч студентов.

## Сотрудничество
Университет управляет компаниями:

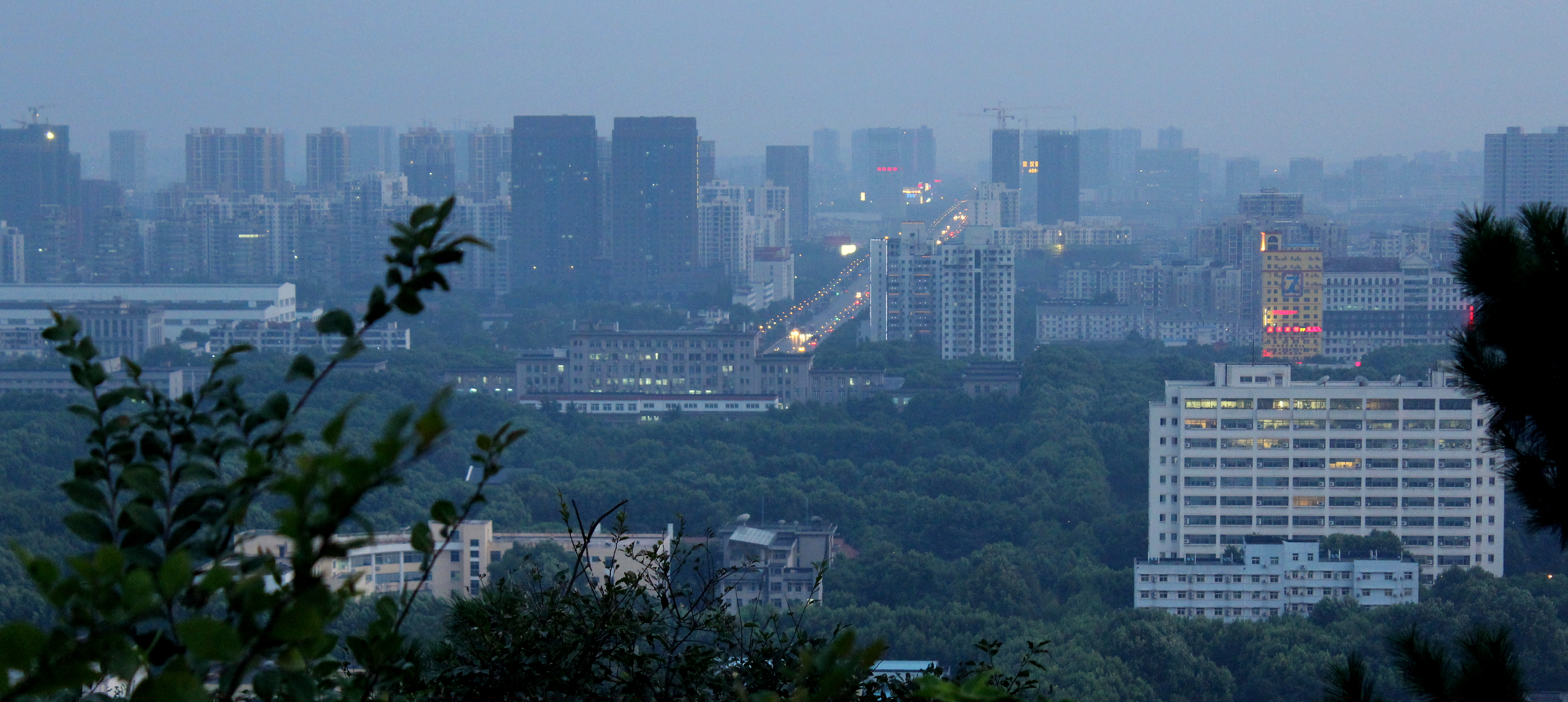
Общий вид на Университет

- Промышленная группа Хуачжунского университета науки и технологий
- Группа логистики Хуачжунского университета науки и технологий
- HGTECH
- Wuhan Tianyu Information Industry Co., Ltd.
- Wuhan Huazhong Numerical Control Co., Ltd.
- Tongji Modern Medicine Co., Ltd.
- Wuhan Huagong Venture Capital Co., Ltd. имеет две дочерние компании: Wuhan Tuorui Computer System Co., Ltd. и Wuhan Nano Pharmaceutical Co., Ltd.
- Wuhan DAMO Database Co., Ltd.